# アイハム・アウス
アイハム・ハンズ・アウス（アラビア語: أيهم هانز أوسو、2000年1月9日 - ）は、シリアとスウェーデンのサッカー選手。元スウェーデン代表、現シリア代表。ポジションはDF。

## クラブ歴
スウェーデンのメルンダルに生まれた。2016年に7部所属のアンゲレドMBIKで選手となった。翌年に5部のヴェストラ・フレルンダIFに移籍し、同年にアルスヴェンスカン所属のBKヘッケンの下部組織に移籍した。2020年にスーペルエッタン所属のAFCエシルストゥーナに期限付き移籍した。翌年に同じくスーペルエッタン所属のGAISに期限付き移籍した。
2021年7月21日にチェコ1部リーグのSKスラヴィア・プラハに完全移籍した。10月3日に1部リーグ初出場を記録したが、退場処分となった。2023年にポジションを失い、夏に半年の期限付き移籍でヘッケンに復帰した。2024年2月1日、オウソウは半年間の買取オプション付きレンタル移籍でカディスに加入した。
1か月後の3月9日、彼はラ・リーガで初めて先発出場し、アトレティコ・マドリードに2-0で勝利。この試合で、オウソウはシリア出身選手として初めてこの偉業を達成した。 2024年7月31日、オウソウは買取オプション付きの新たなレンタル移籍でベルギーのシャルルロワへ移籍した。 2025年1月2日、オウソウはシャルルロワと2028年6月までの契約を締結した。。

## 代表歴
スウェーデン生まれであるが、血筋はシリアに持っている。年代別代表ではスウェーデン代表としてU-19代表とU-21代表に出場し、後者では主将を務めた。
2022年6月10日、UEFAネーションズリーグ2022-23・リーグBのノルウェー代表戦のメンバーに選出されたが、出場はなかった。その後同年11月19日に行われたアルジェリア代表との親善試合でヴィクトル・リンデレフに代わって投入されてA代表初出場となった。
2023年12月10日にAFCアジアカップ2023に臨むシリア代表への鞍替えを発表し、翌年1月13日のウズベキスタン代表戦でシリア代表初出場を記録した。